# اگیل اوستنستاد
اگیل اوستنستاد (انگلیسی: Egil Østenstad؛ زادهٔ ۲ ژانویهٔ ۱۹۷۲) بازیکن سابق فوتبال اهل نروژ است.
وی در تیم ملی فوتبال نروژ ۱۸ بازی انجام داده است و عضو این تیم در جام جهانی فوتبال ۱۹۹۸ بوده است.